# BlackBerry App World
BlackBerry App Worldとはブラックベリーが運営するBlackBerryの主要機種に対応しているアプリケーション配信サービスおよびアプリケーションである。BlackBerryユーザーがサードパーティーアプリケーションを探したりダウンロードしたりアップデートしたりするサービスを提供する。2009年4月1日サービス開始。このサービスとApple App Store、Google Playを比べてアプリケーション1作あたりの収益が他の$6,480(Apple App Store)、$1,200(Google Play)と比べて$9,166.67ともっとも大きい。

## 歴史
2003年、RIMはMobile Data ServiceというユーザーがJava型のサードパーティーアプリケーションをセキュアリアルタイムプッシュベースであるBlackBerryインフラストラクチャで使用出来るサービスを始めた。
その後2008年10月21日にRIMはBlackBerry Developer Conferenceにて新たなアプリケーションストアを開設することを発表した。さらに2009年3月にオープンする予定でPayPalのサービスと連携するとも発表した。2009年1月19日、RIMは開発者からのアプリケーション受付を始めた。
2009年3月4日、RIMはストアの正式名称をBlackBerry App World（過去にBlackBerry Application Storefrontと称されていた）とした。
同年4月1日、CTIAのトレードショーにてRIMはApp Worldのサービス開始を発表した。
BlackBerryがスポンサーになっているワイヤレス・エンタープライズシンポジウム(WES)にてアプリケーションが1日あたり平均100万回ダウンロードされていると発表した。
2010年8月19日、BlackBerry App World 2.0が公開された。新しいバージョンではBlackBerry IDというBlackBerry clientとBlackBerry App World両方で使用出来るシングルサインのアカウントシステムが導入された。加えて、BlackBerry IDやBlackBerry App World 2.0ではAT&Tワイヤレス契約者向けのクレジットカード請求やキャリア請求が導入された。
同年12月3日、RIMは1日辺りのダウンロード数が200万に上ったことを発表した。
2011年2月2日、BlackBerry App World 2.1が公開された。このバージョンではアプリケーション内で買うアドオンを可能にするデジタルグッズのアプリ内課金システムが導入された。

### 記録
2011年始め時点でBlackberry App Worldには16,000本のアプリケーションが配信されており、翌年審査を通過したアプリケーション数が2012年1月で60,000本、翌月には70,000本に上った。2012年9月のBlackBerry JamにてRIMは配信アプリケーション数が105,000本に上ったと発表した。
| 日付          | 1日あたりのダウンロード数 | これまでのダウンロード数 |
| ------------- | ------------------------- | ------------------------ |
| 2010年7月30日 | 1,000,000                 |                          |
| 2010年9月27日 | 1,500,000                 |                          |
| 2011年2月14日 | 2,000,000                 |                          |
| 2011年3月22日 | 3,000,000                 |                          |
| 2011年7月12日 | 3,000,000                 | 1,000,000,000            |
| 2012年2月7日  | 6,000,000                 | 2,000,000,000            |

## 課金と対応
RIMはサービス開始時に利用可能な国はアメリカ合衆国、イギリス、カナダであると発表した。
2010年9月9日時点でBlackBerry App Worldは113カ国でPayPal、クレジットカード請求、キャリア請求での課金含めて利用可能である。
利用可能国の一覧はBlackBerry App Worldが利用可能な国で閲覧できる。
アメリカ合衆国でのアプリケーションは無料もしくは有料の場合0.99から999.99ドルの範囲の値段である。開発者に対する登録やアプリケーション申請料は無料である。
利用可能なBlackBerry端末は以下の通りだが、BlackBerry OSバージョン4.5.0以降にアップデートする必要がある:
- BlackBerry Torch 9800/9810 - Preloaded
- BlackBerry Style 9670 - Preloaded
- BlackBerry Bold 9900/9000/9700/9780/9650/9790
- BlackBerry StormおよびBlackBerry Storm2 9500/9520/9530/9550
- BlackBerry Tour 9630
- BlackBerry Pearl 3G 9100/9105
- BlackBerry Pearl 8100/8110/8120/8130
- BlackBerry Pearl Flip 8220/8230
- BlackBerry Curve 3G 9300/9330
- BlackBerry Curve 8900
- BlackBerry Curve 8520/8530
- BlackBerry Curve 8300 8300/8310/8320/8330
- BlackBerry 8800
- BlackBerry PlayBook

## ストレージ
アプリケーションは特定のBlackBerryスマートフォン機種においてMicroSDもしくはeMMCにアーカイブすることが出来る。

## アプリケーション開発
2010年、RIMはBlackBerry Enterprise Application Development、次世代のBlackBerry Web Application、BlackBerry PlayBook™タブレットやBlackBerryスマートフォン向けのBlackBerry WebWorks、BlackBerry Paymentサービス、BlackBerry Pushサービス、BlackBerry Advertisingサービス、BBM SocialプラットフォームSDKといったアプリケーション開発者が機能がBlackBerry対応の豊富なアプリケーションをより簡単に製作し収益化できる数種類の新しい開発ツールを発表した。